# Zorzines moriutii
Zorzines moriutii är en fjärilsart som beskrevs av Sato 1991. Zorzines moriutii ingår i släktet Zorzines och familjen nattflyn. Inga underarter finns listade i Catalogue of Life.